# Тиљоле
Тиљоле (итал. Tigliole) је насеље у Италији у округу Асти, региону Пијемонт.
Према процени из 2011. у насељу је живело 154 становника. Насеље се налази на надморској висини од 199 м.

## Становништво
Према резултатима пописа становништва 2011. у општини је живело 1.734 становника.
| 1931. | 1936. | 1951. | 1961. | 1971. | 1981. | 1991. | 2001. | 2011. |
| ----- | ----- | ----- | ----- | ----- | ----- | ----- | ----- | ----- |
| 2.789 | 2.541 | 2.213 | 1.821 | 1.523 | 1.479 | 1.489 | 1.605 | 1.734 |